# Освіта в Башкортостані
Освіта в Республіці Башкортостан — система освіти в РБ, що включає в себе установи дошкільного виховання, школи, професійно-технічні, середньо-спеціальні та вищі навчальні заклади.

## Історія

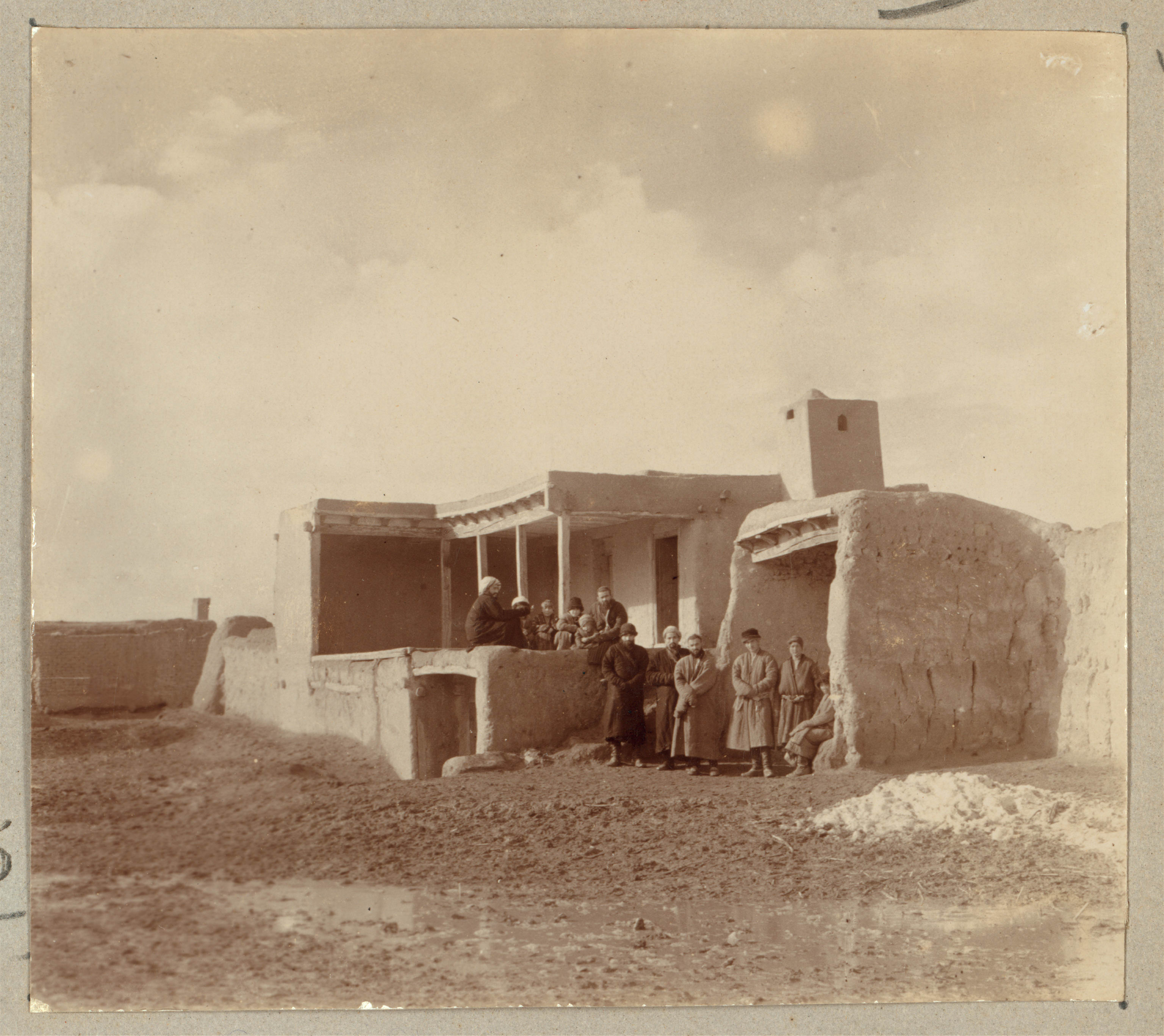
Башкирська школа. 1905—1915г. Авт. Прокудін-Горський.

Виникнення шкільної освіти в РБ пов'язано з проникненням в країну башкир ісламу, супроводжуване поширенням релігійних шкіл при мечетях. Перші ісламські школи на території РБ в яких вчили приїжджі місіонери з Бухари, Багдада і інших ісламських центрів виникли в 16 столітті.
Силами місцевого мусульманського духовенства при місцевих мечетях були відкриті перші мектеби і медреси, яких в 18 столітті було близько 100. Найбільш великі — в селі Стерлібаш і медресе в селі Каргали. До 1865 року в башкирських і татарських селищах було близько 600 мектебів і медресе, де навчалося понад 20 тис. учнів.
Мусульманські школи були культурно-освітніми центрами, в яких були бібліотеки, переписувалися книги.
З 20-х років 18 століття в Башкортостані почали відкриватися російськомовні школи (арифметична, словесні школи в Уфі, wikt: школа «татарських учнів» і інженерна школа — в Оренбурзі). Гірничозаводські школи були відкриті при Верхоторському і Катав-Іванівському заводах.
Православне духовне управління (Синод) відкрило в 1800 році в Уфі духовну семінарію, в 1818 році — духовне училище. До 1861 року в краї налічувалося 253 російськомовних навчальних закладів з близько 9 490 учнями.
Освітою російською мовою для башкирів зайнялося командування Башкиро-мещерякського війська, що домоглося виділення для башкирів 20 вакансій в Казанський гімназії та університеті, 30 — в Оренбурзькому Неплюєвському кадетському корпусі і ін.
У 1864 році проводилася реформа народної освіти, яка обмежила вплив церкви в освіті. З 1870 року в краї стали відкриватися російсько-башкирські, російсько-татарські, російсько-чувашські і інші школи і до 1900 року в Уфімській і Оренбурзькій губерніях було 93 російськомовні школи для башкирів і татар, 90 для хрещених татар і чувашів, 65 для марійців, зросла кількість мектебів і медресів.

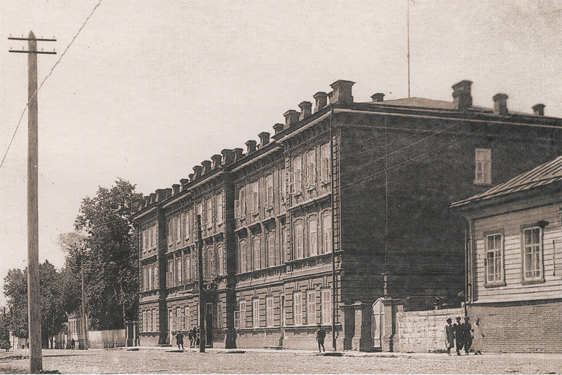
Уфимський учительський інститут

Перший вищий навчальний заклад — Уфимський учительський інститут був відкритий 4 жовтня 1909 року. Кількість учнів в Уфимському учительському інституті була 75 осіб (по 25 осіб на кожен клас), кількість викладачів — 9 осіб. Серед студентів не було жодного татарина або башкира: для вступу до інституту осіб нетрадиційних християнських напрямків, а також мусульман, був потрібний спеціальний дозвіл Міністерства народної освіти. Термін навчання в Уфимському учительському інституті становив 3 роки без спеціалізації.
Після 1917 року система освіти була змінена. Навчальні заклади були націоналізовані і передані у відання Наркомосу. Школа відокремлена від церкви, скасовані викладання мертвих мов (старослов'янської, латинської), введені оцінки і іспити.
Всебашкирська надзвичайна комісія з ліквідації неписьменності в 1921 році прийняла постанову «Про примусове залучення всього грамотного населення до навчання неписьменних». Були відкриті лікбезпункти на башкирській, татарській, чуваській мовах, в яких протягом 1922/23-1927/28 навчальних років були навчені грамоти 173 тисячі людей. Повністю ліквідувати неписьменність вдалося до середини 60-х років 20 століття.
В кінці 20-х років башкирська і татарська писемність з арабської мови були переведені на латинську графіку — "яналіф ". У 30-х роках від впровадження латинської графіки відмовилися. За Указом Президії ВР БАРСР від 23 листопада 1939 року башкирська писемність переведена з латиниці на кирилицю. У 1940—1942 роках в школах вводилося навчання за новим алфавітом.
У 1940-і роки почалося введення обов'язкового 7-річного навчання в містах з включенням уроків праці. Навчання велося на башкирській, російській, татарській, чуваській, марійській і удмуртській мовах.
У роки Великої Вітчизняної війни в БАРСР в важких умовах працювали загальноосвітні школи, 58 училищ і технікумів, де навчалося 16 тисяч учнів. У Башкирії продовжували роботу евакуйовані із західних районів країни вузи. В Уфі працювали 1-й Московський Ордена Леніна медичний інститут, Рибінський авіаційний інститут, на базі якого був створений Уфимський авіаційний інститут ім. Орджонікідзе, Московський нафтовий інститут ім. І. Н. Губкіна. У Стерлитамаці — Московський бібліотечний інститут. У Бірську — Орловський педагогічний інститут.
До початку 1945—1946 навчального року у вищих навчальних закладах республіки навчалося 6,1 тис. людей, що майже в два рази більше, ніж до війни.
Перші дитсадки з'явилися в 1919 році. До 30-х років дитячими садами було охоплено 0,4 % дітей.
У 1960-і році в БАРСР було 7 вузів. Число студентів складало 16,7 тис. осіб. Постановою Ради Міністрів СРСР від 20 липня 1957 року Уфимський педагогічний інститут був перетворений в Башкирський державний університет. Відкрилися нові навчальні заклади: в 1967 році — Башкирська державний педагогічний інститут (БДПІ), в 1968 році — Уфимська державна академія мистецтв. У Конституції РБ була закріплена безкоштовність основної загальної освіти.
З 90-х років в РБ була прийнята республіканська програма відродження національної школи.
У 90-і роки в РБ відкрилися 2 військових ВНЗ — Уфімська вища школа МВС РФ (1987), Уфимське вище військове авіаційне училище льотчиків (1983), 4 вузи перетворені в університети: Уфимський державний авіаційний технічний університет (1992) і Нафтовий технічний університет (1993), Башкирський державний аграрний університет (1993) і медичний університет (1995). З 1994 року УфМТІ функціонує як самостійний Уфимський технологічний інститут сервісу. У 1991 році створена Башкирська академія державної служби та управління.
В даний час вузи республіки переходять до підготовки бакалаврів і магістрів.

## Освіта в даний час

### Дошкільна освіта

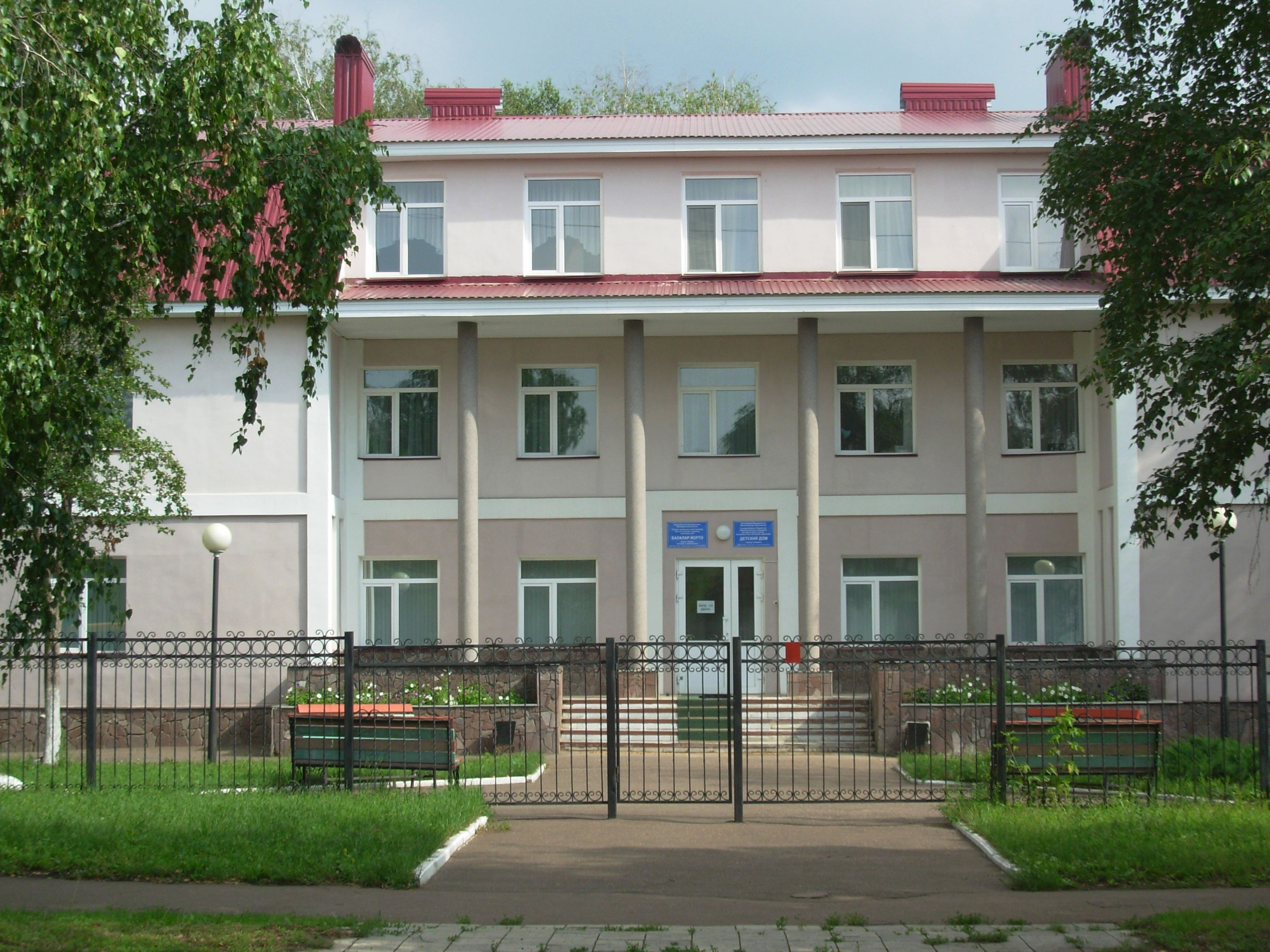
Дитячий будинок в Салаваті

У Республіці Башкортостан у 2013 році діють 1 644 дошкільних освітніх установи, в яких навчаються понад 194 тис. дітей у віці від 1 року до 6 років.
Чисельність педагогічних працівників в ДНЗ — понад 17 тис. людей.

### Загальна освіта
У 2012–2013 навчальному році в Республіці Башкортостан працюють 1 587 загальноосвітніх школи та школи-інтернати, серед яких 83 гімназії, 58 ліцеїв, 3 кадетських установи (9,1 %). У школах навчаються понад 96 тис. учнів.
100 обдарованих школярів отримують стипендії Президента Республіки Башкортостану.
У РБ вивчаються 14 рідних мов. Більше 41 % загальноосвітніх закладів є національними школами.
На розвиток системи загальної освіти Республіки Башкортостан в 2011—2013 роках виділено 4 694,4 млн рублів.

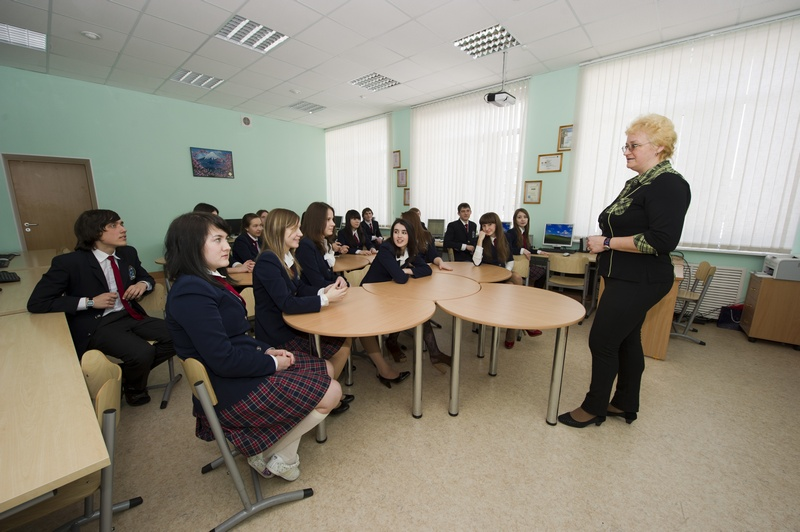
в Першому ліцеї м. Салавата

У 2013 році середня заробітна плата педагогічних працівників в школах склала 23 078,2 рубля; педагогічних працівників дошкільних освітніх установ — 17 739,9 рубля; педагогічних працівників установ додаткової освіти — 13 229,4 рубля; педагогічних працівників освітніх організацій, що надають соціальні послуги дітям-сиротам і дітям, які залишилися без піклування батьків складала 17 262,1 рубля; викладачів і майстрів виробничого навчання НПО, СПО складала 16 486,3 рубля.

### Професійна освіта
У Республіці Башкортостан 10 державних вузів, 17 філій вузів, 3 недержавних самостійних і 8 філій недержавних вузів, в них навчаються 153 тис. студентів.
В системі середньої професійної освіти 75 державних коледжів і технікумів, де навчаються понад 68 тис. учнів (2 місце в ПФО Росії).
У 85 установах початкової професійної освіти РБ вчаться 25,9 тис. учнів.
На розвиток початкової професійної освіти (НПО) в РБ виділено 200 млн руб. З 1 вересня 2011 року засновані 30 щомісячних стипендій Уряду РБ в розмірі 750 руб. для учнів установ НПО.

### Спеціальна освіта
У РБ працюють 37 спеціальних (корекційних) загальноосвітніх установ, де виховуються близько 4,5 тис. дітей (2 628 дітей інвалідів)

### Кадрове забезпечення освіти
В системі освіти РБ працюють 42 353 педпрацівника, в тому числі 38 286 вчителів.
Підготовку кадрів для системи освіти РБ ведуть 2 вузу — Башкирська державний університет і Башкирський державний педагогічний університет ім. М. Акмулли (Стерлітамакська і Бірська державні педагогічні академії увійшли до складу Башкирського державного університету як філії) та 1 філія московського вузу, 15 коледжів, які здійснюють підготовку фахівців з середньою професійною освітою педагогічного профілю.
У 2012 році підготовлено 2 771 спеціаліст із середньою і вищою педагогічною освітою.

## Видання
У РБ видається Учительська газета.
Педагогічний журнал
Педагогічний журнал Башкортостану